# 匕首近迫武器系統
「匕首」（英語：/俄語：）是由蘇聯研發的近迫武器系統，北约代号CADS-N-1「御前侍衛」，出口版稱「栗子」（英語：/俄語：）。每座CADS-N-1左右各有一座自動旋轉的6管30毫米AK-630炮，射速3000發/分鐘，射程2.5公里；左右共8枚9M311K/3M87/SA-N-11巢鼬艦射防空導彈，長2米，彈徑15厘米，重30公斤，戰鬥部8公斤，射程8公里，指令導引和半主動雷達導引或紅外導引，可同時追蹤多個目標。此系統結合導彈及速射炮的優點，增加防禦效果。

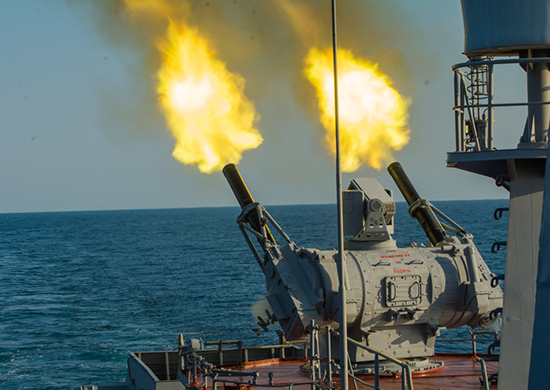
俄羅斯在結合遙控武器系統後製造的新型CADS-N-1卡什坦近迫武器系統，可進行防空與反艦雙重作戰